# Desnitrificación

Ciclo del nitrógeno

La desnitrificación es un proceso metabólico que usa el nitrato como receptor terminal de electrones en condiciones anaerobias (ausencia de oxígeno) principalmente, conduciendo finalmente a nitrógeno molecular (gas, N2). La realizan exclusivamente ciertos microorganismos, entre los que destacan Alcaligenes, Paracoccus, Pseudomonas, Thiobacillus, Rhizobium, Thiosphaera, entre otros. Los procesos naturales de desnitrificación, junto con los procesos de nitrificación y de amonización constituyen una parte esencial del ciclo biogeoquímico del nitrógeno en la naturaleza.

## Principio básico de la desnitrificación
Existen más de 50 géneros de bacterias que pueden llevar a cabo la desnitrificación. La capacidad desnitrificante también se ha encontrado en arqueas y hongos. Los géneros de bacterias desnitrificantes más citados incluyen: Alcaligenes, Paracoccus, Pseudomonas, Thiobacillus, Rhizobium, Thiosphaera, entre otros. La mayoría de las bacterias desnitrificantes son heterótrofas, pero algunas pueden crecer autotróficamente con hidrógeno (H2) y dióxido de carbono, con compuestos sulfurados reducidos, o con compuestos de arsénico reducidos, entre otros. Además, se tienen reportes de que la desnitrificación se puede llevar a cabo aeróbicamente. por ejemplo en el caso de Magnetospirillum magnetotacticum que consume O2 mientras desnitrifica. La desnitrificación es un proceso que usa el nitrato como aceptor terminal de electrones en condiciones anóxicas (ausencia de oxígeno) principalmente. El proceso de reducción de nitratos hasta nitrógeno molecular (gas, N2) tiene lugar en etapas sucesivas, catalizadas por sistemas enzimáticos diferentes, apareciendo como productos intermedios nitritos, óxido nítrico y óxido nitroso:
{\displaystyle {\ce {NO3- -> NO2- -> NO -> N2O -> N2}}}
La desnitrificación requiere un sustrato oxidable, ya sea orgánico o inorgánico, que actúe como fuente de energía, por lo que la desnitrificación puede llevarse a cabo tanto por bacterias heterótrofas como autótrofas. En la desnitrificación heterótrofa, un sustrato orgánico, como metanol, etanol, ácido acético, glucosa, etc., actúa como fuente de energía (donador de electrones) y fuente de carbono. En la desnitrificación autótrofa, la fuente de energía es inorgánica, como hidrógeno o compuestos reducidos de azufre: sulfhídrico (H2S) o tiosulfato (S2O32-); la fuente de carbono, también inorgánica, es el CO2.
El mayor problema de la desnitrificación biológica es la contaminación potencial del agua tratada con: bacterias, fuente de carbono residual (desnitrificación heterótrofa) y la posibilidad de formación de nitritos, que hace necesario un post-tratamiento. A día de hoy, los procesos desarrollados para la desnitrificación biológica son diversos y usan distintos sustratos y diferentes configuraciones de reactores. Pero hay que destacar que prácticamente la totalidad de los sistemas de desnitrificación desarrollados se basan en la desnitrificación heterótrofa, habiendo un gran vacío en el conocimiento y desarrollo de la desnitrificación autótrofa.

## Desnitrificación heterótrofa
La desnitrificación heterótrofa es un proceso biológico de reducción del nitrato presente en las aguas residuales a nitrógeno molecular en condiciones anóxicas por la acción de bacterias heterótrofas (Pseudomonas, Paraccocus, Alcaligenes, Thiobacillus, Bacillus), que usan un sustrato orgánico como fuente de carbono y energía.
En el proceso de desnitrificación existe además la posibilidad de acumulación de intermediarios (NO2–, N2O, NO) debido al tipo y concentración del sustrato empleado o a las condiciones de operación (temperatura, pH, tiempo de residencia hidráulico, tiempo de retención celular). Sobre la base de esto, para que la transformación culmine en N2, deberán controlarse las condiciones ambientales como el nivel de O2 disuelto, la fuente de carbono orgánico, la concentración de nitratos, la relación C/N, la disponibilidad de fósforo, pH, temperatura y posible presencia de tóxicos.
Una de las reacciones tipo que implica una desnitrificación heterótrofa podría ser la de la oxidación del ácido acético:
{\displaystyle {\ce {5CH3COOH + 8NO3- -> 10CO2 + 4N2 + 8OH- + 6H2O}}}
∆Gº´=-1054,8 kJ/ mol.  
La desnitrificación heterótrofa es ampliamente aplicada por su alta eficiencia y bajo costo. La tasa de desnitrificación heterotrófica es alta, permitiendo el uso de reactores de poco volumen y bajos costes. Sin embargo el carbón residual de este proceso causa diversos problemas para el tratamiento de aguas potables, lo que convierte a la desnitrificación autótrofa en una buena alternativa.

## Desnitrificación autótrofa
Algunas bacterias desnitrificantes son quimiolitoautótrofas y pueden oxidar compuestos inorgánicos de azufre como sulfhídrico (H2S), azufre elemental (S0), tiosulfato(S2O32-) o sulfito(SO32-) anaeróbicamente a expensas de la reducción del nitrato. Entre ellas, autótrofos obligados que crezcan a pHs neutros tan solo se conocen dos: Thiobacillus denitrificans y Thiomicrospira denitrificans y pueden llevar a cabo la sulfoxidación en condiciones aeróbicas o anóxicas. Recientemente se ha aislado Thioalkalivibrio denitrificans, un autótrofo, oxidador de azufre, capaz de crecer anaeróbicamente usando nitrito como aceptor de electrones a pH básico
Las ventajas de este proceso respecto a la heterotrofía son varias. Para el tratamiento de aguas residuales, evita tener que añadir materia orgánica, reduciéndose así los costes, y para tratamiento de aguas potables, evita carbono residual en el efluente, ya que reduce el riesgo de sobrecrecimiento en los sistemas a tratar y de desinfección de la zona por los productos producidos debido a que los organismos autotrófos crecen más despacio y producen menos biomasa, con la consiguiente formación de menos productos celulares. Además los organismos autótrofos están mejor adaptados para el tratamiento de aguas subterráneas porque crecen a bajas concentraciones de compuestos orgánicos biodegradables. También posee un gran interés comercial y desde el punto de vista de la biotecnología ambiental puesto que es uno de los pocos ejemplos en los que puede oxidarse biológicamente compuestos reducidos del azufre (sulfoxidación) en ausencia de oxígeno elemental. Pero la principal ventaja de este proceso es la aparición de la desnitrificación acoplada a la oxidación de compuestos reducidos del azufre, combinando la eliminación simultánea de dos tipos de contaminantes, los nitratos y los compuestos reducidos del azufre (ecuación 2), teniendo así gran interés por sus aplicaciones biotecnológicas.

## Principales parámetros que afectan la desnitrificación

### Temperatura
De acuerdo con la literatura, los microorganismos desnitrificantes presentan actividad entre 5 y 75 °C. Se ha visto que no existe un cambio significativo en la actividad desnitrificante entre 20 y 30 °C con consorcios provenientes de plantas de tratamiento de aguas residuales.

### pH
El pH óptimo para la desnitrificación se encuentra entre 7 y 8. A valores de pH debajo de 6, se inhibe la enzima óxido nitroso reductasa y se acumula óxido nitroso. En la revisión de Cervantes-Carrillo et al. (2000) se reporta que en cultivos continuos no se observa ninguna acumulación de intermediarios a pH de 6 a 9, pero el proceso es inhibido en su totalidad a pH de 5.

### Oxígeno
Se asume en general que la enzima óxido nitroso reductasa (Nos) es la enzima con una mayor sensibilidad a la presencia de oxígeno. En general las enzimas reductasas son inmediatamente o gradualmente inactivadas por la presencia de oxígeno. La principal razón de la sensibilidad de la desnitrificación a la presencia de oxígeno es la competición por electrones, el oxígeno siendo un aceptor de electrones termodinámicamente más favorable que el nitrato.

### Fuente donadora de los electrones
La capacidad que tienen los compuestos orgánicos de donar electrones es uno de los factores más importantes que controlan la actividad heterotrófica y por lo tanto la actividad desnitrificante heterotrófica. Existe una gran variedad de compuestos que pueden ser usados para llevar a cabo la desnitrificación en aguas residuales. Los principales donadores de electrones utilizados son el metanol, el etanol, la glucosa, el acetato, el ácido aspártico y el ácido fórmico, entre otros. Esto no implica que solamente sustratos fácilmente degradables sean usados por microorganismos que llevan a cabo la desnitrificación. Existen reportes de desnitrificación con compuestos como hidrocarburos, materia orgánica compleja, glicol, compuestos aromáticos y celulosa. Sin embargo, para compuestos poco asimilables como los hidrocarburos y en particular compuestos aromáticos, las velocidades de consumo de estos compuestos representan el paso limitante en la desnitrificación.
Otro grupo de microorganismos desnitrificantes, los autótrofos, utilizan compuestos inorgánicos como sulfuro, hidrógeno, amonio para reducir nitratos. La ganancia energética es menor que con los compuestos orgánicos, pero los microorganismos presentan una gran adaptabilidad dependiendo de las condiciones ambientales de los ecosistemas.

### Relación C/N
La desnitrificación heterotrófica en consorcios está en gran medida determinada por la relación entre el compuesto orgánico donador de electrones y el nitrato (relación C/N). De acuerdo a la literatura, se obtiene un proceso desnitrificante óptimo a relación estequiométrica. Aunque depende del donador de electrones, se puede considerar que con una relación C/N menor a 5, pero superior a la relación estequiométrica, el proceso desnitrificante se lleva a cabo sin limitación; con una relación entre 5 y 21,3 se lleva a cabo la desnitrificación y producción de metano. A relación C/N mayores, se produce metano sin llevarse a cabo la desnitrificación. Lo anterior se debe a que el proceso desnitrificante disminuye y aparece la amonificación, siendo el proceso dominante a relaciones C/N mayores a 51.

### Aplicaciones
En respuesta al problema de la contaminación por nitratos, han surgido diversas tecnologías para eliminarlo del medio tales como intercambio iónico, ósmosis inversa, electrodiálisis y desnitrificación biológica. Entre las diversas alternativas, se prefieren los tratamientos biológicos por su sencillez, selectividad y bajo coste ante los físico-químicos, más caros y con mayor generación de residuos tóxicos.
Algunas de las aplicaciones, reales o potenciales de la desnitrificación autótrofa son:
- Control de problemas de corrosión y olores por sulfhídrico en sistemas de alcantarillado mediante la adición de nitrato.[26]
- Estimulación, mediante adición de nitratos, de la degradación biológica del sulfhídrico en salmueras de campos petrolíferos, reduciendo los problemas asociados a su toxicidad, corrosividad y tendencia a formar metales insolubles de azufre.[27]
- Tratamiento del biogás o gas natural para eliminar el H2S presente.[28]
- Eliminación simultánea de N y S en el tratamiento de aguas residuales mediante recirculación de los nitratos resultantes de la fase de nitrificación, a una fase anaerobia, reduciendo los nitratos y oxidando los sulfuros, alcanzando un doble beneficio en una sola etapa.[29] Esta aproximación no es solo teórica y ya ha sido ensayada para tratar los efluentes de producción de levaduras.[30]
- Eliminación de nitratos del agua potable (Darbi et al, 2003) y agua residual (Gommers et al, 1988, Nugroho et al, 2002, Am et al, 2005) usando S˚.
- Eliminación de nitrato de aguas subterráneas mediante la inserción de membranas con hidrógeno y dióxido de carbono (KSHaugen. 2002). o usando un lecho mixto con sulfuro y gránulos de calcita en proporción de volumen 1:1 con Thiobacillus denitrificans.[31]

En estudios realizados sobre la cinética de la desnitrificación quimiolitótrofa se ha visto que la tasa de desnitrificación y sulfoxidación depende fuertemente de la fuente de S inorgánica usada como dador de electrones resultando ser mejor el tiosulfato, después el sulfhídrico y por último el azufre elemental.(Beristan-Cardoso, 2006).
Un ejemplo es la oxidación del tiosulfato que se ajusta a la siguiente reacción:
{\displaystyle {\ce {S2O3^2- + 8/5NO3- + 1/5H2O -> 2SO4^2- +4/5N2 + 2/5H+}}}
∆Gº´=-765.7 kJ/ mol.  